# Bak (trein)
Een bak is Nederlands spoorjargon voor het deel van een spoorwegrijtuig of locomotief zonder wielstellen of draaistellen. Ook bij trams en metro's wordt van bakken gesproken, bij gelede bussen echter niet. Een bak is 'opgelegd' op wiel- of draaistellen. Langere bakken zijn vrijwel altijd opgelegd op twee draaistellen. Kortere bakken delen soms een draaistel, zodat op één draaistel de uiteinden van twee bakken rusten. Een dergelijk draaistel wordt wel jacobsdraaistel genoemd. De Intercity Nieuwe Generatie is een voorbeeld van een treinstel met jacobsdraaistellen.
Bak wordt vaak ook gebruikt als aanduiding van een spoorwegrijtuig, met name als dit een onderdeel is van een treinstel. NS noemt dit in de reisplanner een treindeel (ongeacht of dit onderdeel is van een treinstel), maar die term wordt ook in algemenere zin gebruikt.

## Doorloopmogelijkheid
Reizigers kunnen tijdens het rijden meestal van de ene naar de andere bak lopen. Daartoe dienen rijtuigovergangen, flexibele verbindingen tussen de bakken of rijtuigen. De flexibiliteit is nodig voor het maken van bochten in horizontale en verticale richting. Ook gelede bussen kennen een dergelijke verbinding. Er is grote variatie in de vorm van rijtuigovergangen. 
Bij het materieel van hedendaagse spoorwegvervoerders zijn rijtuigovergangen beschut en veilig. Hiervoor is een speciale constructie nodig. Voor wat betreft de vloer schuiven er bijvoorbeeld platen over elkaar, of is er een cirkelvormig tussendeel. Voor wat betreft de wanden kan flexibiliteit en beschutting gecombineerd worden door middel van een vouwbalg. De bakovergangen van modern materieel bij gebruik van jacobsdraaistellen zijn zo groot en comfortabel dat ze nauwelijks opvallen in het interieur van een trein.
Enkele historische rijtuigen, die soms nog dienst doen bij museumspoorlijnen, hebben rijtuigovergangen tussen open eindbalkons. Ook hier loopt men over een loopplaat tussen de balkons van twee rijtuigen. Enige bescherming en houvast wordt geboden door hekjes of kettingen. Vaak zijn deze overgangen verboden voor kinderen die niet begeleid worden. 

### België
In sommige Belgische treinstellen is het  mogelijk tussen treinstellen door te lopen. Dat is het geval bij klassieke motorstellen, waar een kleine stuurpost zich aan de zijkant bevindt van de overgang. Ook bij MS96 motorstellen is dit mogelijk. Bij deze treinstellen is het mogelijk om de cabine of stuurpost naar de zijkant van de trein weg te draaien.

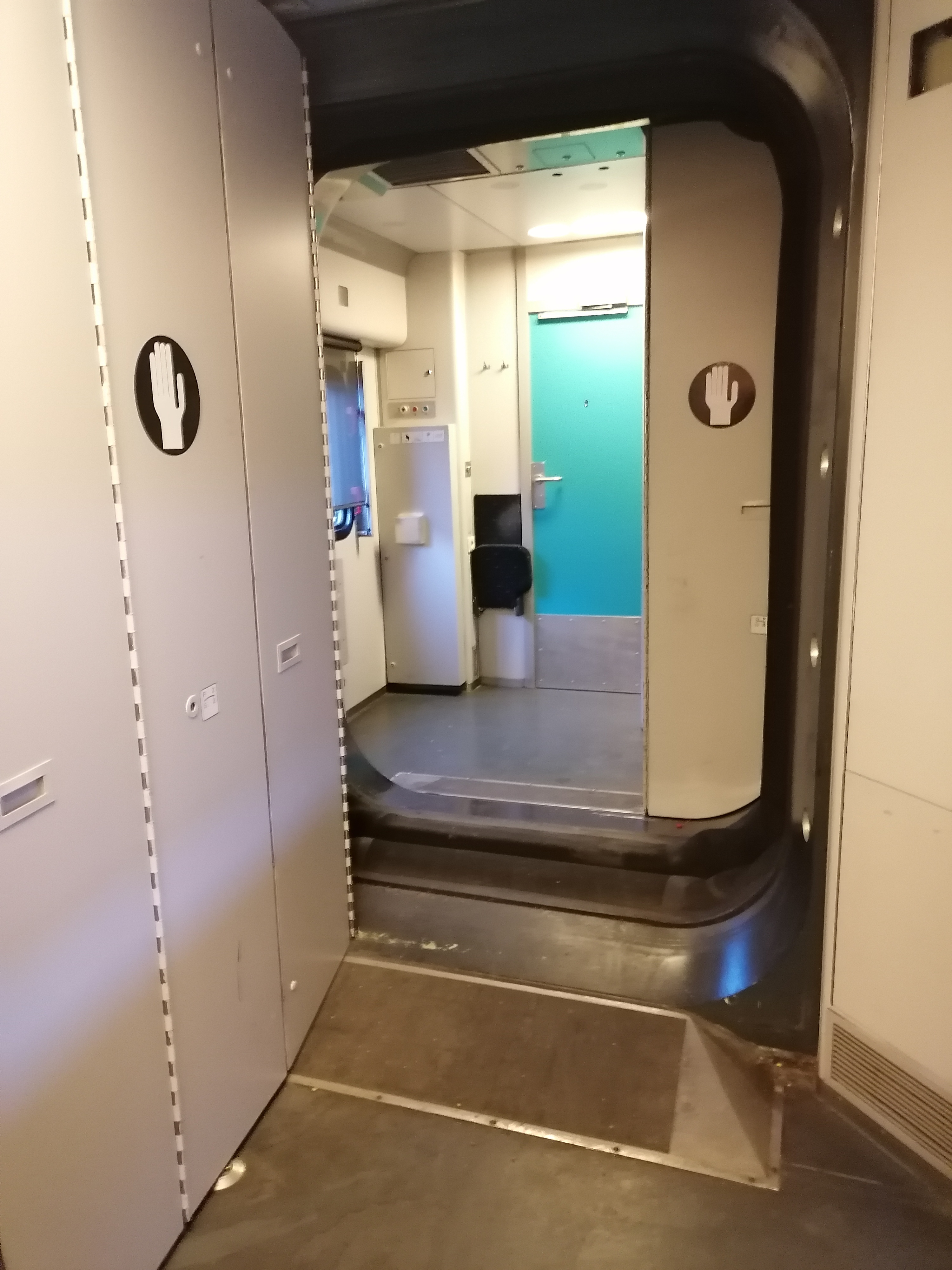
Doorloop MS96

### Nederland
In Nederland zijn er geen treinstellen meer met doorloopmogelijkheid van het ene naar het andere treinstel. Het Nederlandse materieeltype ICM had een doorloopkop, waarmee het mogelijk was van het ene treinstel naar andere te lopen, maar deze is buiten gebruik gesteld vanwege een te grote storingsgevoeligheid.

## Trein
Bij een trein kan een bak een rijtuig zijn, of een motorrijtuig, of een deel van een treinstel.

### Bakindeling
Om de samenstelling van een trein of treinstel te beschrijven worden per bak een aantal eigenschappen gecodeerd weergegeven. Deze codes zijn vaak ook te zien onderaan op de zijkant van een bak.
Bij goederenwagens wordt een internationaal codeschema gebruikt. Bij rijtuigen verschillen de betekenissen van de codes sterk per land. Zo zijn de Nederlandse bakcodes voor rijtuigen een stuk eenvoudiger dan bijvoorbeeld de Duitse.
De betekenissen van de huidige Nederlandse bakcodes die worden gebruikt op rijtuigen en treinstellen worden in de volgende paragrafen uitgelegd.

#### Hoofdletters
De hoofdletters geven meestal aan wat voor afdelingen zich in het rijtuig bevinden.
- A: Afdeling eerste klas
- B: Afdeling tweede klas
- C: Afdeling derde klas (verouderd)
- D: Bagage-/dienstruimte
- F: Fietsenafdeling
- K: Keukenafdeling
- P: Postafdeling
- WL: "Wagon Lits", slaaprijtuig
- WR: "Wagon Restaurant", restauratierijtuig

#### Kleine letters
De kleine letters geven meestal de kenmerken van het rijtuig aan. De kleine letters worden achter de hoofdletter(s) geplaatst, met uitzondering van de m. Bij de Koploper is ook de s voor de hoofdletters geplaatst.
- b: rijtuig aangepast voor het vervoer van mindervaliden (internationaal, sedert 2012)
- c: "couchette", afdeling is ingericht om in te slapen (internationaal)
- d: rijtuig dat is uitgerust om fietsen te vervoeren (internationaal, sedert 2012)
- e: eindrijtuig, is voorzien van een inrichting die tot doel heeft om een combinatie van rijtuigen als gesloten treinformatie (stam) te kunnen laten functioneren (nationaal)
- ee: rijtuig dat is uitgerust met centrale stroomvoorziening (internationaal)
- f: (getrokken) rijtuig met bestuurderscabine (internationaal, sedert 2012)
- f: afdeling is ingericht voor stalling van fietsen (nationaal)
- h: rijtuig aangepast voor het vervoer van mindervaliden (internationaal, sedert 2012)
- k: koprijtuig van een treinstel/treinstam (niet in de bakcode aangegeven bij getrokken rijtuigen, met uitzondering van DDM)
- m: rijtuig langer dan 24,5 meter voor getrokken rijtuigen (internationaal)
- m: rijtuig met aandrijving / motorbak bij treinstellen (nationaal)
- r: afdeling is ingericht als restauratie (internationaal)
- s: rijtuigen met open reizigersafdeling met een middengang en bagageafdeling (internationaal, sedert 2012)
- s: stuurstandrijtuig  (nationaal; bij getrokken rijtuigen sedert 2012 een uitlopende aanduiding. wordt bij treinstellen niet aangegeven)
- t: rijtuigen met open reizigersafdeling met een middengang en bagageafdeling (internationaal, sedert 2012)
- v: rijtuig dat is uitgerust om fietsen te vervoeren (internationaal)
- v: dubbeldeksrijtuig (nationaal)
- x: rijtuig met stuurpost
- z: rijtuig dat is uitgerust met centrale stroomvoorziening (internationaal, sedert 2012)
- z: zonder toilet (nationaal; wordt alleen nog aangegeven wanneer tussen verder identieke rijtuigen onderscheid gemaakt moet worden)

#### Voorbeelden
- De treinstellen Plan V hebben de indeling ABk + Bk. Dat wil zeggen één koprijtuig met eerste en tweede klas, gekoppeld met een koprijtuig met alleen tweede klas. Beide rijtuigen zijn aangedreven, maar dat is niet in de bakcode aangegeven.
- Een Koploper met vier rijtuigen heeft de indeling mBFk + mB + A + sBk. Met andere woorden een aangedreven koprijtuig met tweede klas en een fietsenafdeling, gekoppeld met een aangedreven tussenrijtuig tweede klasse, een tussenrijtuig eerste klasse en een koprijtuig met tweede klasse.
- Van de rijtuigen type ICR bestonden er voor de verbouwing rijtuigen tweede klasse (B), rijtuigen eerste klasse (A), rijtuigen met eerste en tweede klasse (AB), rijtuigen tweede klasse met bagage- en keukenafdeling (BKD) en stuurstandrijtuigen met tweede klasse (Bs).
- De elektrische GTW's van Arriva en van Veolia heeft een apart motorgedeelte (powerpack); hierdoor heeft hij een bakindeling waarbij de m losstaat van de rest: ABfk-m-Bk of ABfk-B-m-Bk voor respectievelijk de GTW2/6 en de GTW2/8.

### Treinlengteborden

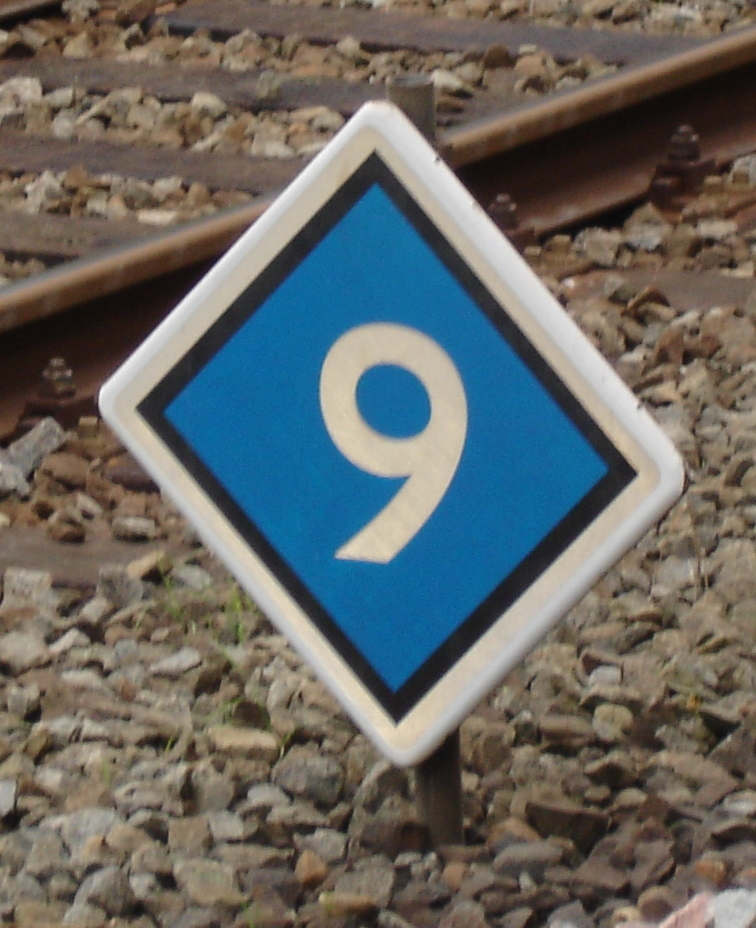
Een trein van negen rijtuigen moet voor dit bord stoppen.
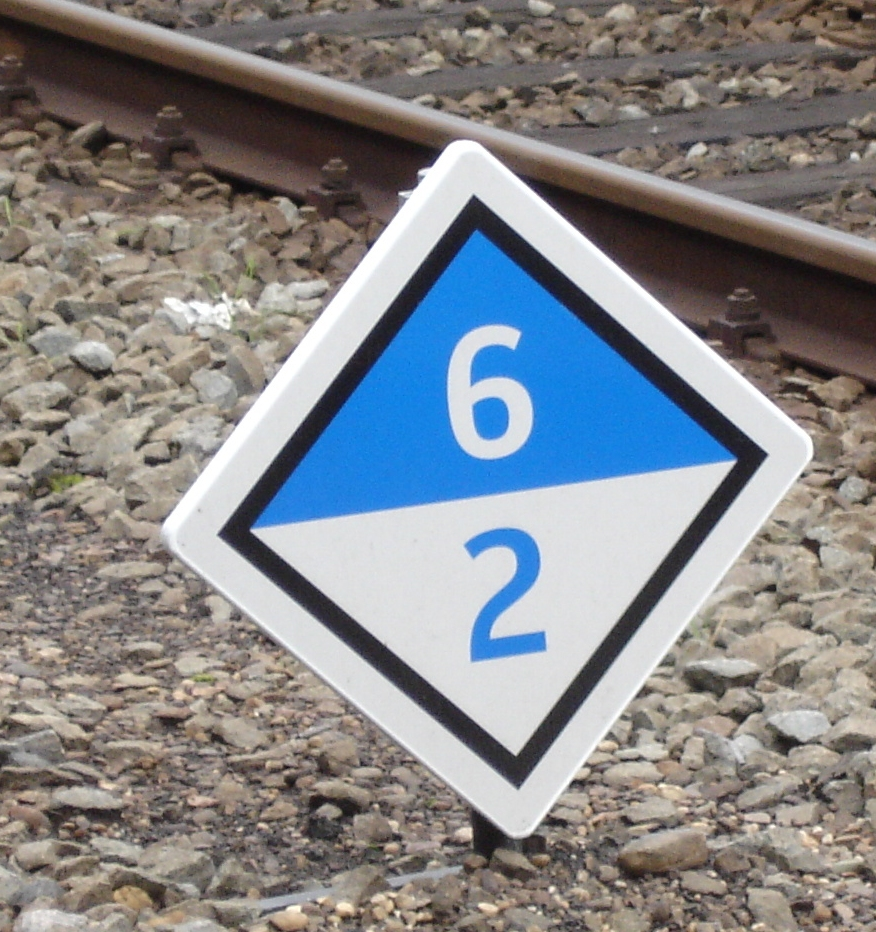
Dit treinlengtebord staat bij een spoor dat door een wissel in tweeën is gedeeld.

Treinlengteborden of bakborden zijn borden langs een perron met een aanduiding van de treinlengte. Ze helpen de machinist of treinbestuurder om treinen van verschillende lengte op de goede plek langs het perron te plaatsen, zodat de hele trein langs het perron staat, en bovendien zo veel mogelijk in de buurt van de reizigerstoegang.

#### Vorm
In Nederland zijn het ruitvormige blauwe borden. De treinlengte wordt aangegeven als het aantal rijtuigen dat de trein lang is. Een trein van vier rijtuigen stopt dus bij het treinlengtebord met het cijfer 4. De cijfers komen overeen met de veelvouden van de standaardlengte van een spoorwegrijtuig, plus een kleine marge. De standaardlengte is de maximumlengte van spoorwegrijtuigen, ruim 26 meter. Niet alle cijfers komen voor, men treft bijvoorbeeld borden met de nummers 2, 4, en 6 aan en aan het einde van het perron een bord zonder nummer. De overige nummers kunnen door de machinist geschat worden. Moderne treinstellen zijn vaak samengesteld uit kortere rijtuigen. Machinisten moeten daarom weten hoeveel standaardrijtuigen er nodig zouden zijn om een trein te vormen die net zo lang is als de trein die hij bestuurt.
Is het spoor door een wissel in tweeën gedeeld, dan staan er soms twee cijfers op het treinlengtebord. Het bovenste cijfer geldt voor een lange trein die het hele spoor gebruikt. Het onderste cijfer geldt voor een korte trein die de tweede helft van het spoor (voorbij een wissel) gebruikt.

#### Treinlengteborden bij metro's
Ook bij stations van de Rotterdamse en Amsterdamse metro worden dergelijke borden gebruikt, alleen wordt hier niet het aantal rijtuigen, maar het aantal metrostellen op vermeld.

## Reservering
Op langere trajecten kan vaak een zit- of ligplaats gereserveerd worden. De rijtuigen zijn dan genummerd en op het reserveringsbiljet staat het nummer van het rijtuig. De perrons zijn verdeeld in vakken die met een hoofdletter worden aangeduid. Op de perrons staat dan een informatiebord waarop staat welk rijtuig in welk vak komt, zodat de reizigers al voor aankomst van de trein op de juiste plek kunnen wachten. Het is nodig dat de treinmachinist stopt bij het juiste treinlengtebord.

## Tram
Bij gelede trams heeft iedere bak een letter, maar niet in alfabetische volgorde. Bij een dubbelgelede tram is er sprake van de A-, C- en B-bak. Hierbij bepaalt de cabine de A-bak, de hulpstuurstand (of tweede cabine bij twee-richtingmaterieel) de B-bak, terwijl het middendeel als (centrale) C-bak bekendstaat. Een volgende geleding geeft dan de A-C-D-B bakindeling, en vervolgens: A-C-E-D-B enzovoort.